# Garessio
Garessio – miejscowość i gmina we Włoszech, w regionie Piemont, w prowincji Cuneo.
Według danych na rok 2004 gminę zamieszkuje 3498 osób, 26,7 os./km².
W Garessio urodził się Giorgetto Giugiaro, projektant samochodów.